# Cupha maonites
Cupha maonites är en fjärilsart som beskrevs av William Chapman Hewitson 1859. Cupha maonites ingår i släktet Cupha och familjen praktfjärilar. Inga underarter finns listade i Catalogue of Life.